# Транспорт в Казахстане
Транспорт в Казахстане играет важную роль. Огромные территории страны (2,7 млн км²), низкая плотность населения, разобщённость центров промышленности и сельского хозяйства, а также удалённость от мировых рынков делают обладание развитой транспортной системы жизненно необходимым для Казахстана.

## Железнодорожный транспорт
Значение железнодорожного транспорта в Казахстане очень велико. Казахстанские железные дороги обеспечивают 68 % всего грузооборота и свыше 57 % пассажиропотока страны.
Протяжённость железных дорог в Казахстане превышает 15 тыс. км. 16 стыковых пунктов (11 с Россией, 2 с Узбекистаном, 1 с Кыргызстаном, 2 с Китаем) соединяют железнодорожную систему Казахстана с соседними государствами. Железнодорожные системы России и Казахстана чрезвычайно взаимозависимы.

## Автомобильный транспорт

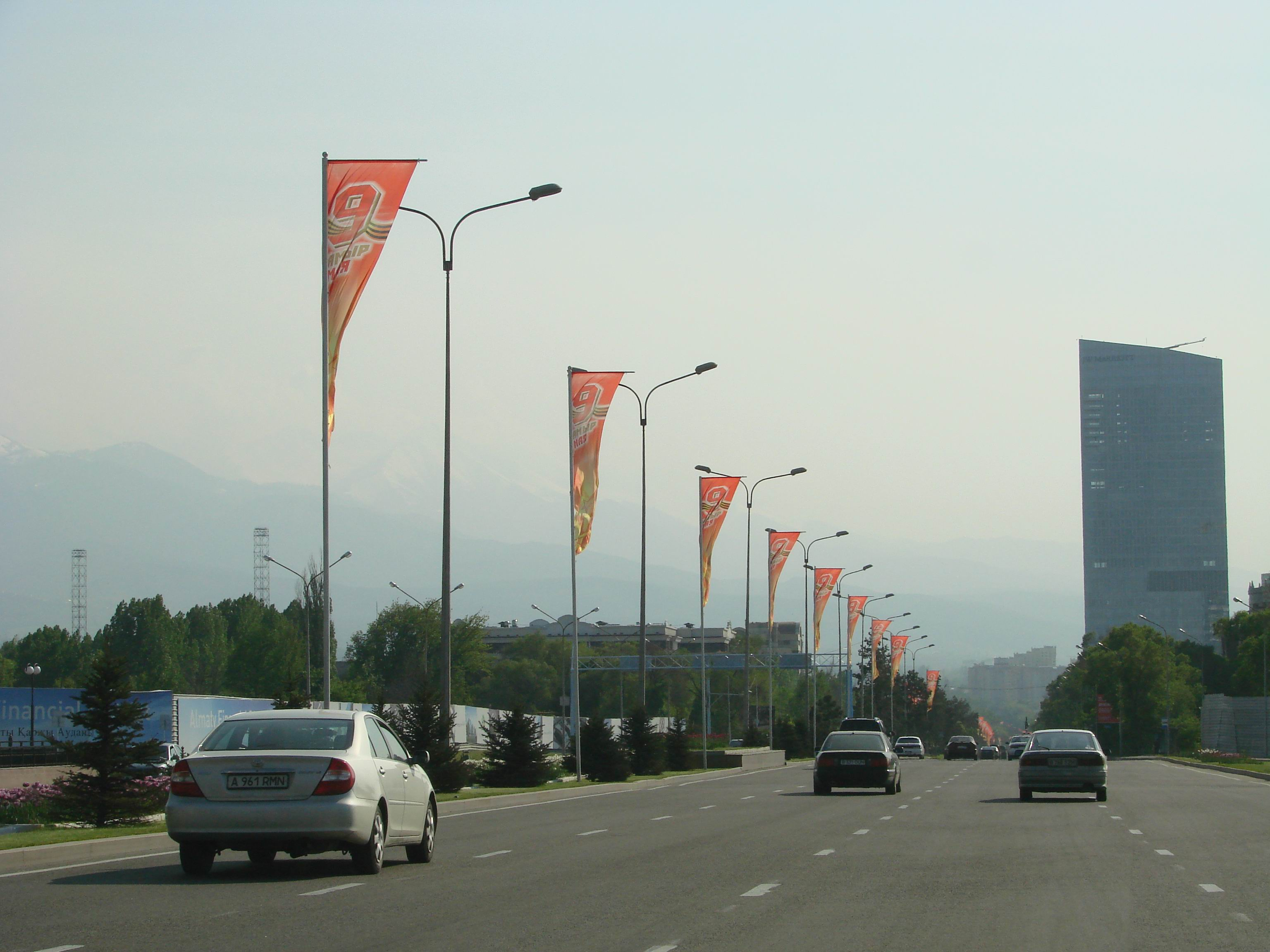

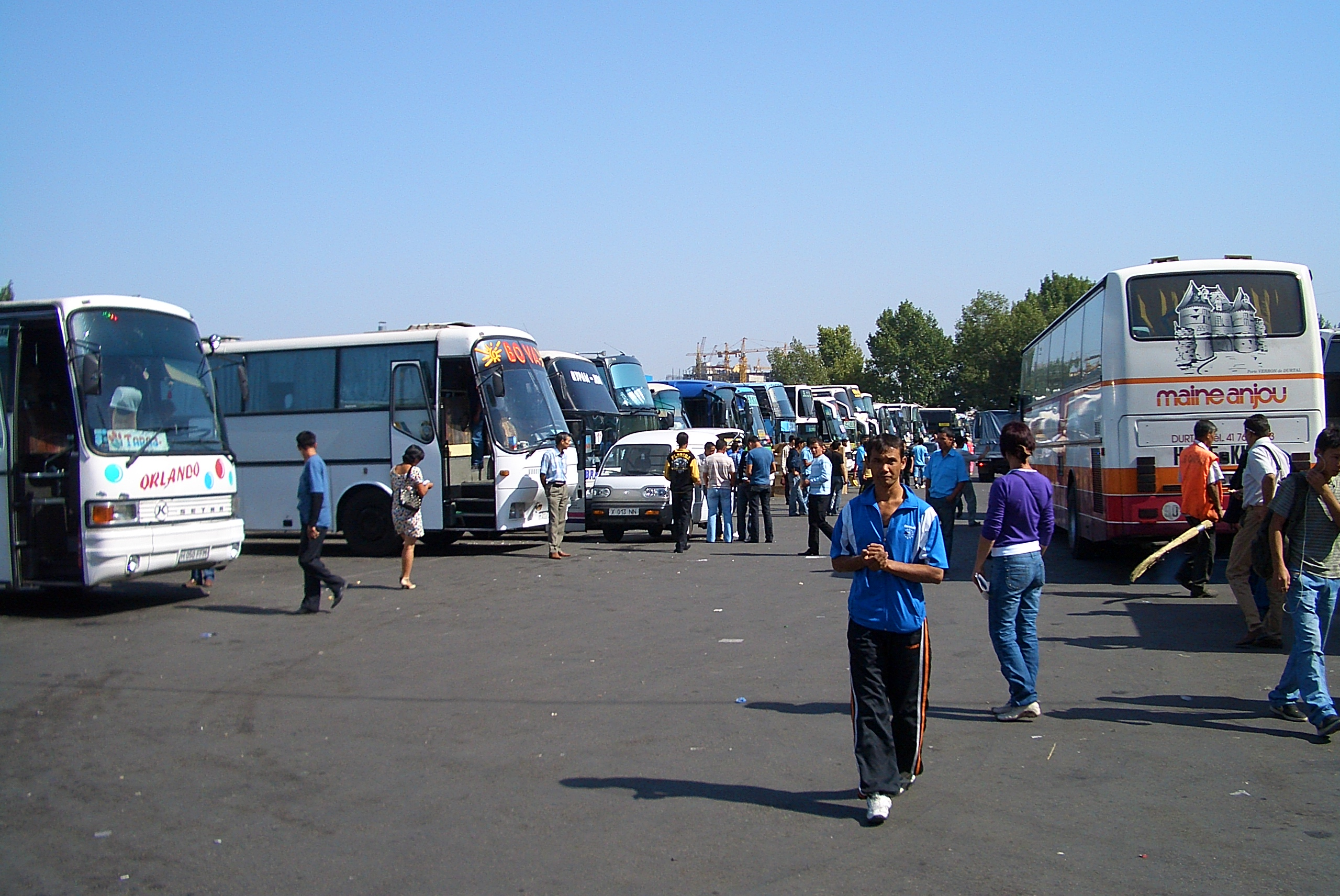
Автобусный терминал Сайран в Алма-Ате

По данным на май 2011 года на территории Казахстана было зарегистрировано 3 264 400 легковых автомобилей.
Казахстан располагает на 2013 год сетью автомобильных дорог протяжённостью более 96 тысяч км, многие из которых нуждаются в реконструкции и ремонте.
Единственной скоростной автомагистралью Казахстана является автодорога A-1 на участке длиной 217 км между Астаной и Щучинском.
Через Казахстан проходят 5 международных автомобильных маршрутов, общей протяжённостью 23 тыс. км. Автомобильные магистрали:
- Алма-Ата — Астана — Костанай (трасса М-36) с выходом на Челябинск
- Алма-Ата — Петропавловск с выходом на Омск
- Алма-Ата — Семей — Павлодар (трасса М-38) с выходом на Омск
- Алма-Ата — Шымкент (трасса М-39) с выходом на Ташкент
- Шымкент — Актобе — Уральск (трасса М-32) с выходом на Самару

В 2009 году на территории страны началось строительство скоростной автомагистрали «Западная Европа — Западный Китай», которое завершится не раньше 2019 года. Общая протяжённость дороги составит 8445 км, из них 2787 км по территории Казахстана (по Актюбинской, Кызылординской, Южно-Казахстанской, Жамбылской и Алматинской областям). Толщина асфальтобетонного покрытия составит 80 см, срок службы автомагистрали — 25 лет без капремонта, максимальная скорость движения — 120 км в час. Проектом предусмотрены автодорожные мосты через ряд рек, развязки в двух уровнях, дорожно-эксплуатационные комплексы, остановочные площадки, скотопрогоны, электронные табло. Одновременно со строительством будут ремонтировать и строить дороги в районах областей, расположенных вдоль трассы.
Актуальное состояние автомобильного транспорта в Казахстане отслеживает Ассоциация казахстанского автобизнеса, представляющая интересы всех участников автомобильного рынка Казахстана в государственных органах и Национальной палате предпринимателей "Атамекен".

## Воздушный транспорт

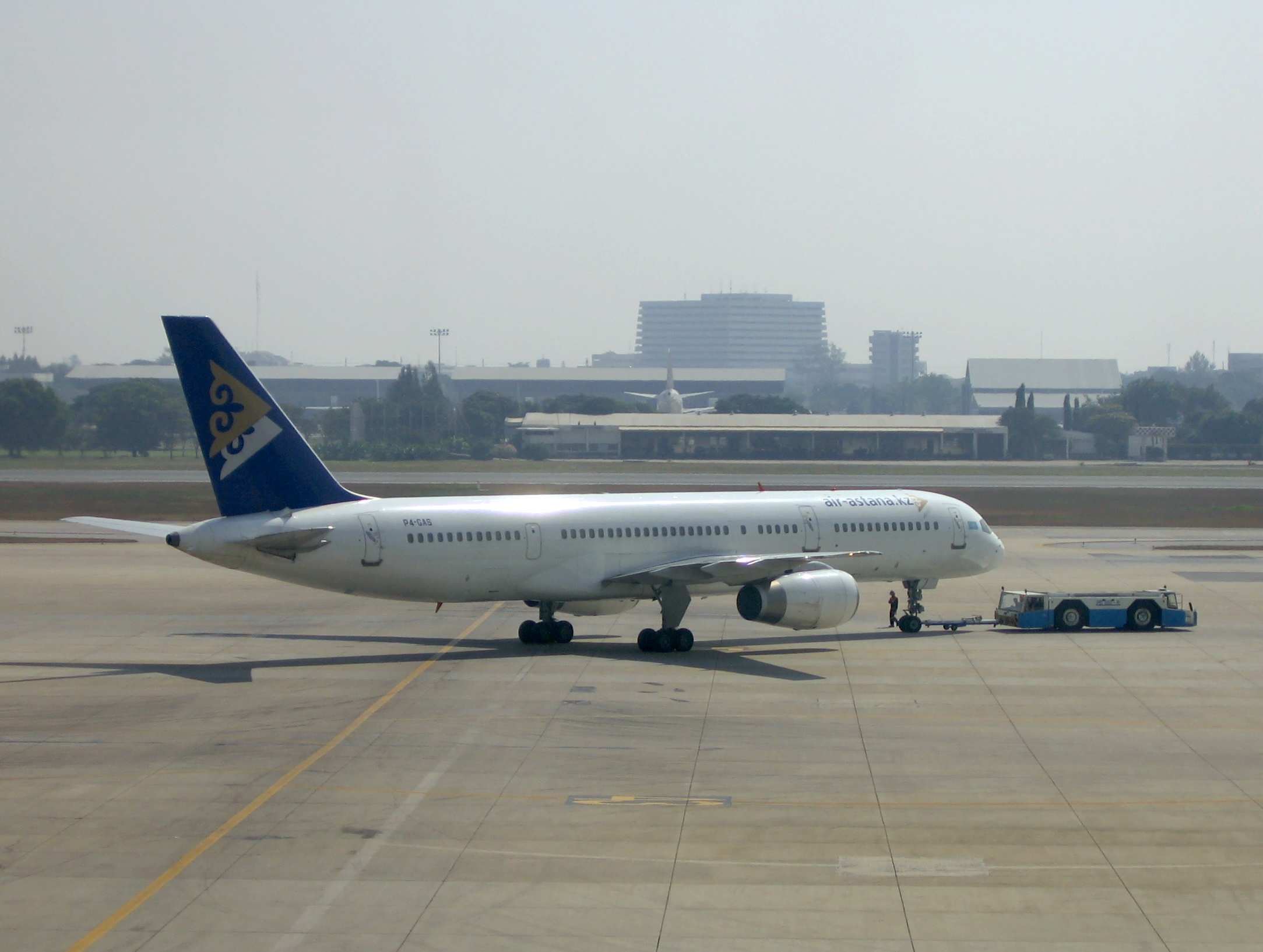
Самолет Boeing 757 Air Astana в аэропорту Суварнабхуми в Бангкоке (Таиланд)

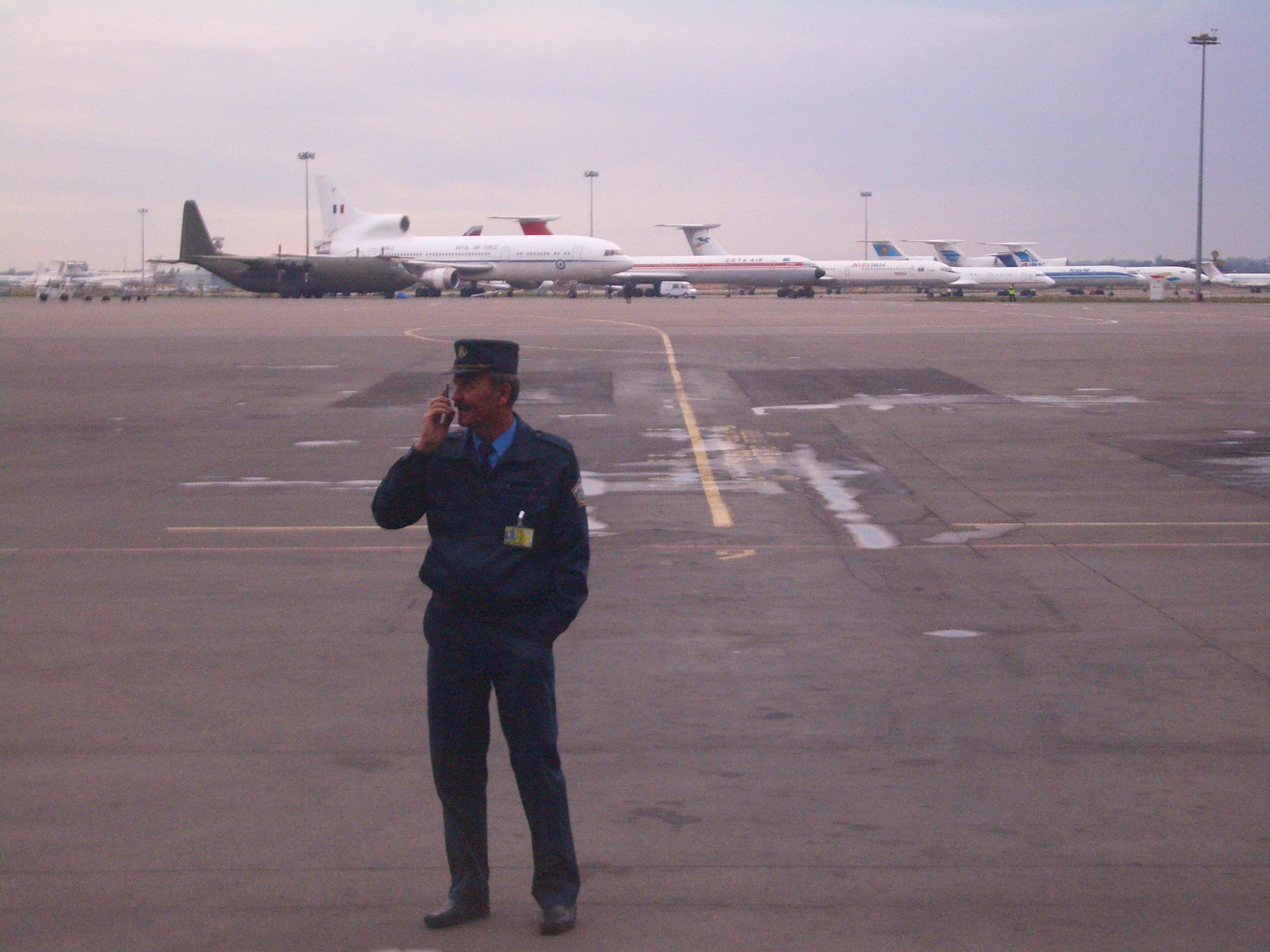
В Международном Аэропорту Алма-Аты

Из-за большой географической протяжённости Казахстана воздушный транспорт играет большую роль и зачастую не имеет альтернативы. В Казахстане имеется 22 крупных аэропорта, из которых 14 обслуживают международные перевозки. Большинство аэропортов недозагружены, пропускная способность аэронавигационной системы республики в настоящее время имеет более чем пятикратный запас. Большое значение для отрасли имеет транзит грузовых и пассажирских авиаперевозок между Европой и Азией. Крупнейшей авиакомпанией Казахстана является «Air Astana».
Последние крупные инвестиционные проекты:
- строительство нового аэропортового комплекса в городе Астана
- строительство новой взлётно-посадочной полосы в аэропорту городе Атырау
- строительство современного пассажирского терминала в Алматинском аэропорту
- реконструкция взлётно-посадочной полосы в аэропорту Актобе
- реконструкция взлётно-посадочной полосы в аэропорту Актау
- строительство современного пассажирского терминала в Международном аэропорту Актау

Аэропортовые сборы и цены на авиабилеты в Казахстане пока довольно высоки (по сравнению с Россией, а тем более с Западной Европой), что сдерживает развитие авиатранспорта в стране.
| 2012                      |     |
| ------------------------- | --- |
| Перевезено пассажиров млн | 7,5 |

## Водный транспорт
Протяжённость водных путей Казахстана, открытых для судоходства, составляет 3982 км. Водные пути, годные для судоходства составляют реки Иртыш, Сырдарья, Урал и Кигач, Или и Ишим (от Петропавловского водохранилища), Бухтарминское, Усть-Каменогорское, Шульбинское, Капчагайское водохранилища, озёра Балхаш и Зайсан.
Через Каспийское море Казахстан связан с Россией, Ираном, Азербайджаном, Туркменией. Через реки и сеть каналов России с Чёрным и Балтийским морями и далее со странами Западной Европы.
Порт Актау является единственным незамерзающим морским портом Казахстана и стратегическим пунктом на международных маршрутах.
В 2007 году казахстанская сторона предложила России рассмотреть возможность создания прямого воднотранспортного соединения Каспийского моря и Азово-Черноморского бассейна, проходящего по российской территории — так называемого канала «Евразия». В случае реализации проекта Казахстан может при помощи России получить прямой доступ к международным морским коммуникациям и стать морской державой.

## Трубопроводный транспорт
В Казахстане на 1 января 2016г. протяженность магистральных трубопроводов составляет 23 271 км. В том числе газопроводы - 15255,5 км и нефтепроводы - 8015,1 км.

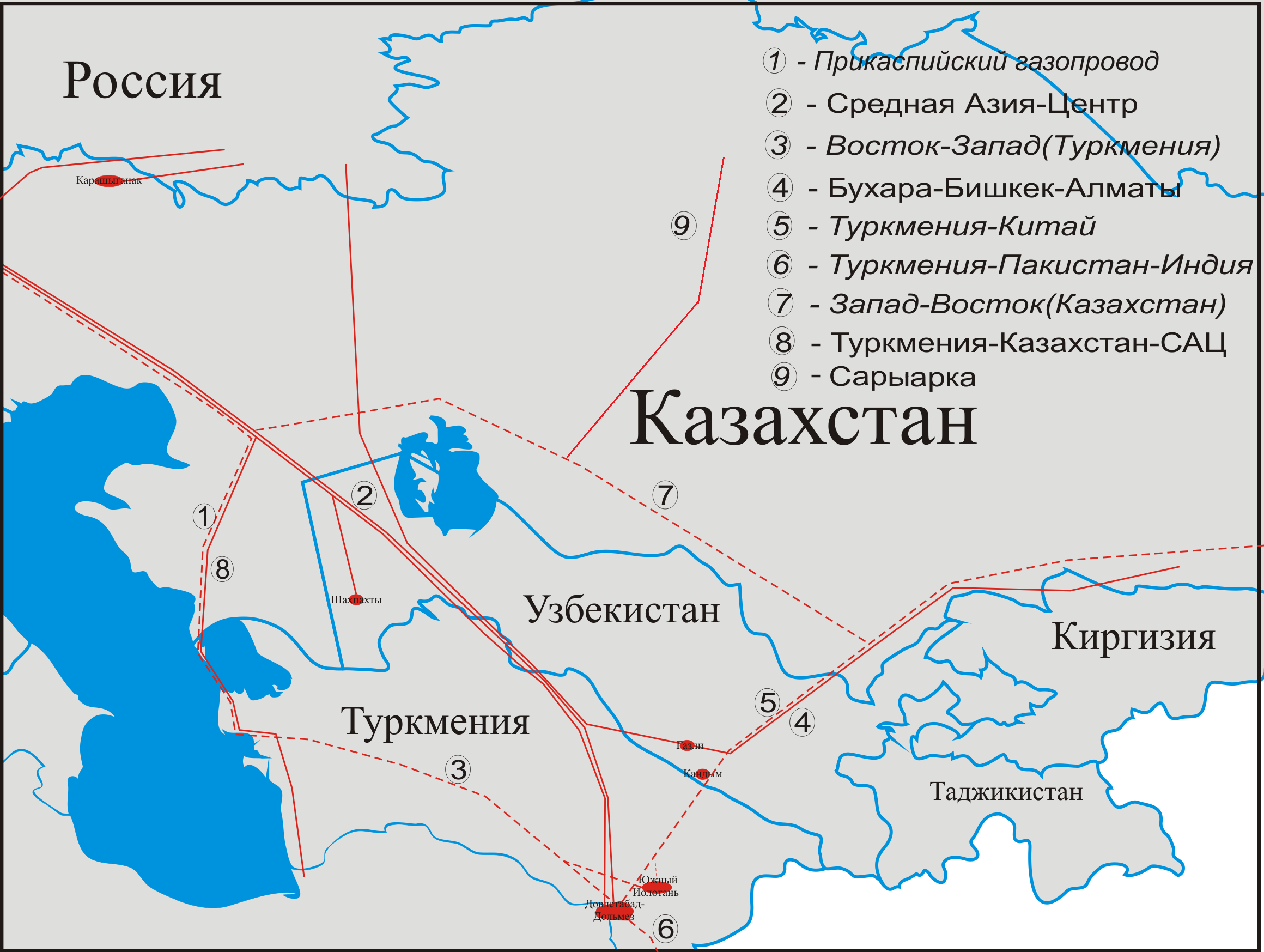
Газопроводы в Казахстане

### Нефтепроводы
В июне 1932 года начинается строительство нефтепровода Гурьев-Эмба-Орск.

Более 80 % добываемой нефти в Казахстане отгружается на экспорт, в основном, трубопроводным транспортом, оставшаяся часть поставляется на
внутренний рынок для переработки. Отгрузка нефти на экспорт осуществляется по следующим магистральным трубопроводам:
- «Каспийский трубопроводный консорциум» (КТК). Объем отгрузки нефти через КТК за 2018 год составил 61,1 млн тонн (в т.ч. 54,3 млн тонн
казахстанской нефти);
- «Узень-Атырау-Самара» АО «КазТрансОйл». Объем транспортировки по данному трубопроводу за 2018 год составил 14,8 млн.
тонн нефти;
- «Атасу-Алашанькоу» ТОО «Казахстанско-Китайской трубопровод» (ККТ). Объем перевалки нефти в нефтепровод «АтасуАлашанькоу» за 2018 год составил 11,4 млн. тонн с учетом транзита
российской нефти;
- Система транспортировки «Карачаганак-Оренбург» - по данному трубопроводу консорциум «Карачаганак Петролеум Оперейтинг Б.В.»
поставляет нестабильный газовый конденсат на Оренбургский ГПЗ Российской Федерации. Основная часть жидких углеводородов
стабилизируется консорциумом на Карачаганакском перерабатывающем комплексе (КПК) и экспортируется через магистральный трубопровод КТК.

### Газопроводы
История строительства газопровода в Казахстане берет свое начало с 1961г. от строительства газопровода Бухара—Урал
Территорию Казахстана пересекают магистральные газопроводы: Бухара—Урал, Средняя Азия—Центр (Москва), Бухара—Шымкент—Тараз—Бишкек—Алматы, Бейнеу (Мангыстауская область)—Александров Гай (Саратовская область, Россия), Бейнеу—Хива (Хорезмская область, Узбекистан), Прорва (Атырауская область)—Атырау—Кенкияк (Актобинская область)—Орск (Оренбургская область, Россия).
Основные газопроводы, проходящие по территории Казахстана:
| Газопровод                                             | Год ввода в эксплуатацию | Длина, км      |
| ------------------------------------------------------ | ------------------------ | -------------- |
| Бухара—Урал                                            | 1963,1964                | 639 (578)      |
| Карталы-Рудный-Костанай                                | 1965                     | 154            |
| Средняя Азия — Центр                                   | 1967, 1986               | 823 (5 линий)  |
| Бухарский газоносный район -Ташкент-Бишкек-Алматы      | 1971,1999                | 813 (2 линии)  |
| Оренбург-Новопсковск                                   | 1975                     | 382            |
| Союз (газопровод)                                      | 1975                     | 382            |
| Окарем-Бейнеу                                          | 1975                     | 461(473)       |
| Макат - Северный Кавказ                                | 1987                     | 371            |
| Жанажол-Октябрьск-Актобе                               | 1988                     | 270            |
| Газли-Шымкент                                          | 1988                     | 314            |
| Газопровод Казахстан — Китай                           | 2009,2010,2015           | 1293 (3 линии) |
| Бейнеу-Бозой-Шымкент                                   | 2011-2013                | 1475 (2 линии) |
| Прикаспийский газопровод                               | 2012-2013                | 1285           |
| Сарыарка (Кызылорда - Жезказган - Караганда - Астана ) | проект 2018              | 1081           |

### Карты
- UN Map
- reliefweb map
- Магистральные и транзитные газопроводы Центральной азии и Казахстана